# Pietro Valsecchi
Pietro Valsecchi, né le 14 juin 1953 à Crema en Lombardie, est un acteur, scénariste et producteur italien de films et séries de télévision.
En 1991, avec Camilla Nesbitt, il fonde la société de production italienne « Taodue film ». En 1995, il a remporté le prix David di Donatello du meilleur producteur pour le film Un héros ordinaire (titre original italien : Un eroe borghese).

## Filmographie

### Production, liste non exhaustive
- 1995 : Un héros ordinaire (titre original italien : Un eroe borghese)
- 1997 : Testimone a rischio de Pasquale Pozzessere
- 2005 : Karol, l'homme qui devint Pape de Giacomo Battiato
- 2007 : Maria Montessori : Une vie au service des enfants de Gianluca Maria Tavarelli
- 2009 : Le Rêve italien de Michele Placido
- 2000-2012 : Giovanna, commissaire, série télévisée
- 2005-2009 : Les Spécialistes : Investigation scientifique, série télévisée
- 2007 : Corleone, série télévisée
- 2010-2012 : Les Spécialistes : Rome, série télévisée
- 2014 : Je t'aime trop pour te le dire (scénario)
- 2015 : Mauvaise Graine  (titre original italien : Non essere cattivo)
- 2018 : Le Jeu de Fred Cavayé
- 2022 : Irréductible de Jérôme Commandeur

### Comme acteur
- 1977 : Les Requins du désert (Sahara Cross) de Tonino Valerii
- 1978 : Io sono mia (it) de Sofia Scandurra
- 1982 : Sconcerto Rock

## Distinctions
- 1995 : David di Donatello du meilleur producteur pour Un héros ordinaire (titre original italien : Un eroe borghese) de Michele Placido.
- 2016 : Ruban d'argent du meilleur producteur pour Pietro Valsecchi : Mauvaise Graine  (titre original italien : Non essere cattivo) de Claudio Caligari.